# ماکسول (یکا)
ماکسول (به انگلیسی: maxwell) یا به‌طور مخفف Mx، یک واحد فرعی در دستگاه سی‌جی‌اس است که برای شار مغناطیسی به کار می‌رود. این واحد به افتخار جیمز کلارک ماکسول، فیزیک‌دانی که مسائل الکترومغناطیسی را فرمول‌بندی کرد، نام‌گذاری شده‌است.
۱ ماسکول = ۱ گاوس × سانتی‌متر۲ = ۱۰−۸ وبر
به بیان دیگر در میدان یکنواختی به مساحت یک سانتی‌متر مربع که میدان مغناطیسی یک گاوس از آن می‌گذرد شار یک ماکسول وجود دارد.